# Pseudosphinx
Pseudosphinx är ett släkte av fjärilar. Pseudosphinx ingår i familjen svärmare.
Kladogram enligt Catalogue of Life:
| Pseudosphinx | \| \| Pseudosphinx albina \| \| \| \| \| \| Pseudosphinx asdrubal \| \| \| \| \| \| Pseudosphinx hasdrubal \| \| \| \| \| \| Pseudosphinx obscura \| \| \| \| \| \| Pseudosphinx plumieriae \| \| \| \| \| \| Pseudosphinx rustica \| \| \| \| \| \| Pseudosphinx tetrio \| \| \| \| |
|              | \| \| Pseudosphinx albina \| \| \| \| \| \| Pseudosphinx asdrubal \| \| \| \| \| \| Pseudosphinx hasdrubal \| \| \| \| \| \| Pseudosphinx obscura \| \| \| \| \| \| Pseudosphinx plumieriae \| \| \| \| \| \| Pseudosphinx rustica \| \| \| \| \| \| Pseudosphinx tetrio \| \| \| \| |
|              | Pseudosphinx albina |
|              | |
|              | Pseudosphinx asdrubal |
|              | |
|              | Pseudosphinx hasdrubal |
|              | |
|              | Pseudosphinx obscura |
|              | |
|              | Pseudosphinx plumieriae |
|              | |
|              | Pseudosphinx rustica |
|              | |
|              | Pseudosphinx tetrio |
|              | |

## Bildgalleri

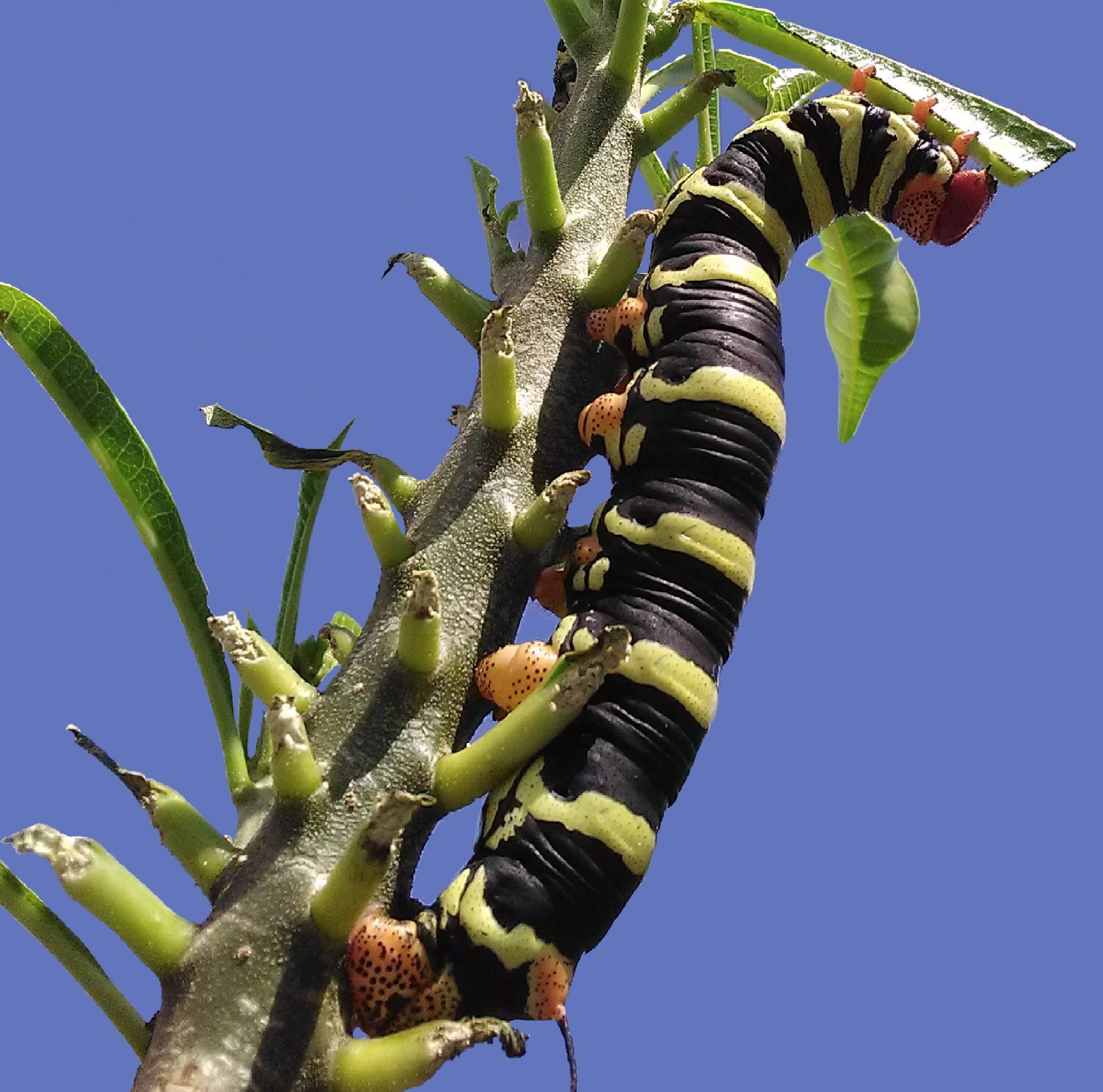
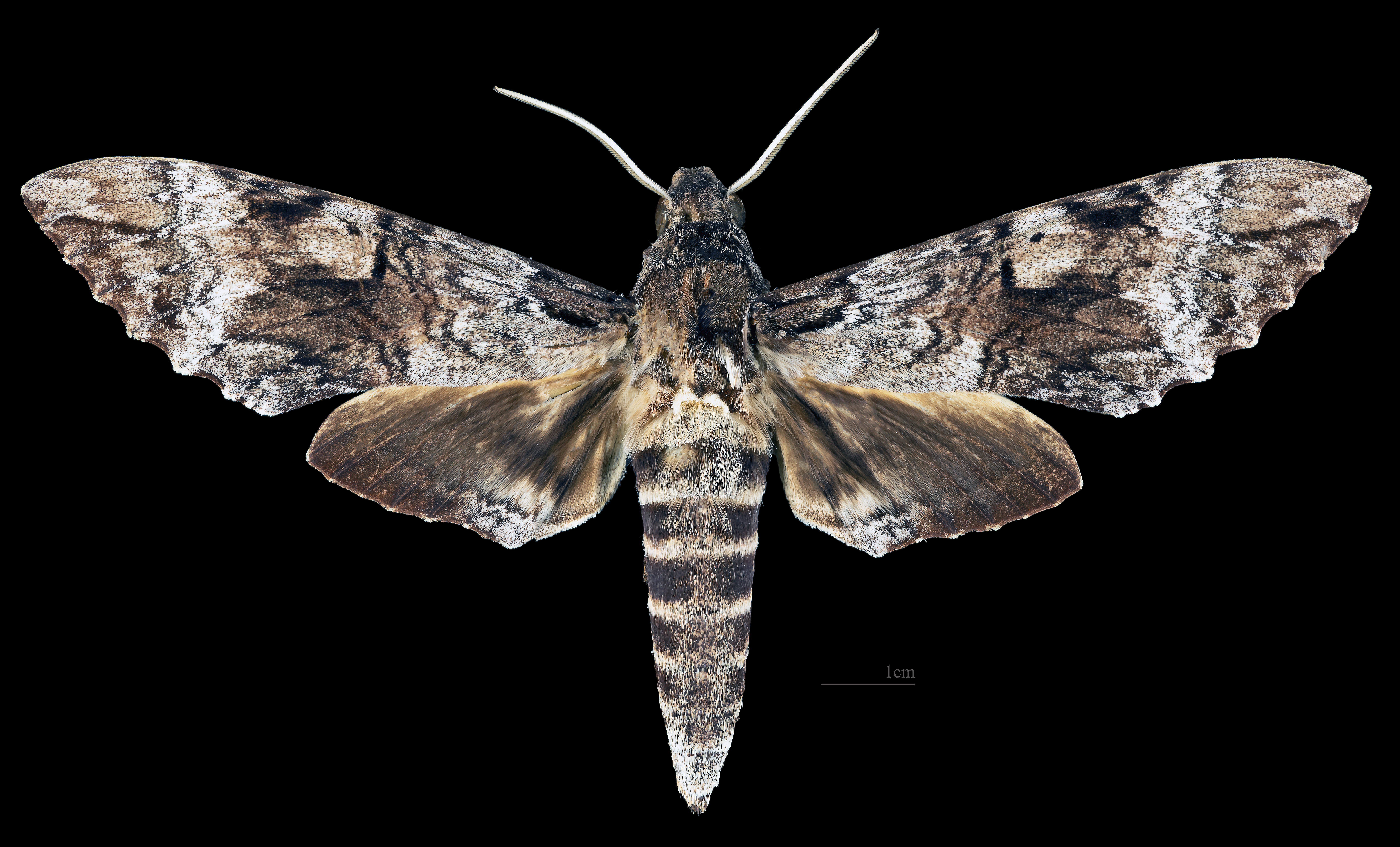
Pseudosphinx tetrio ♂
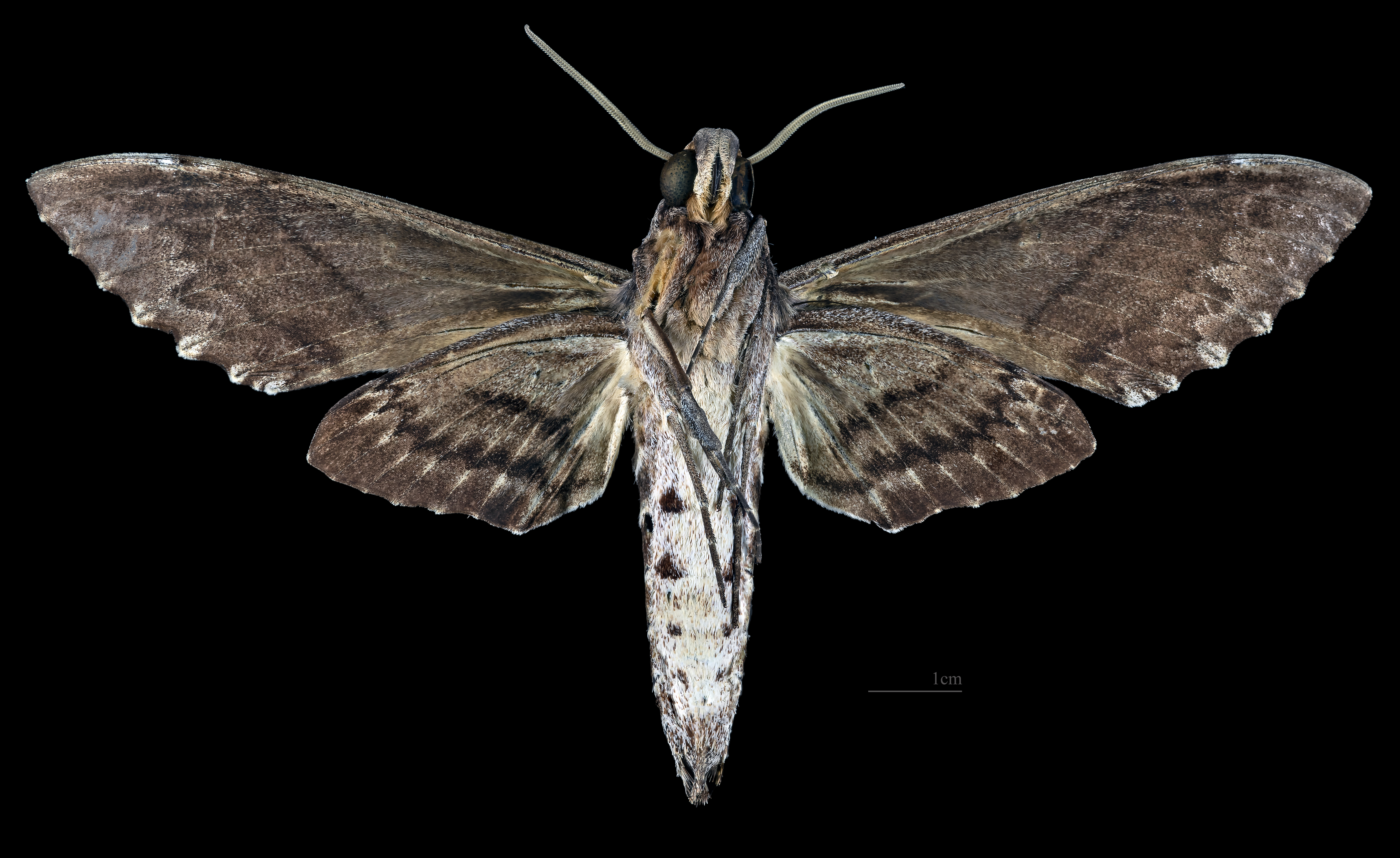
Pseudosphinx tetrio ♂   △
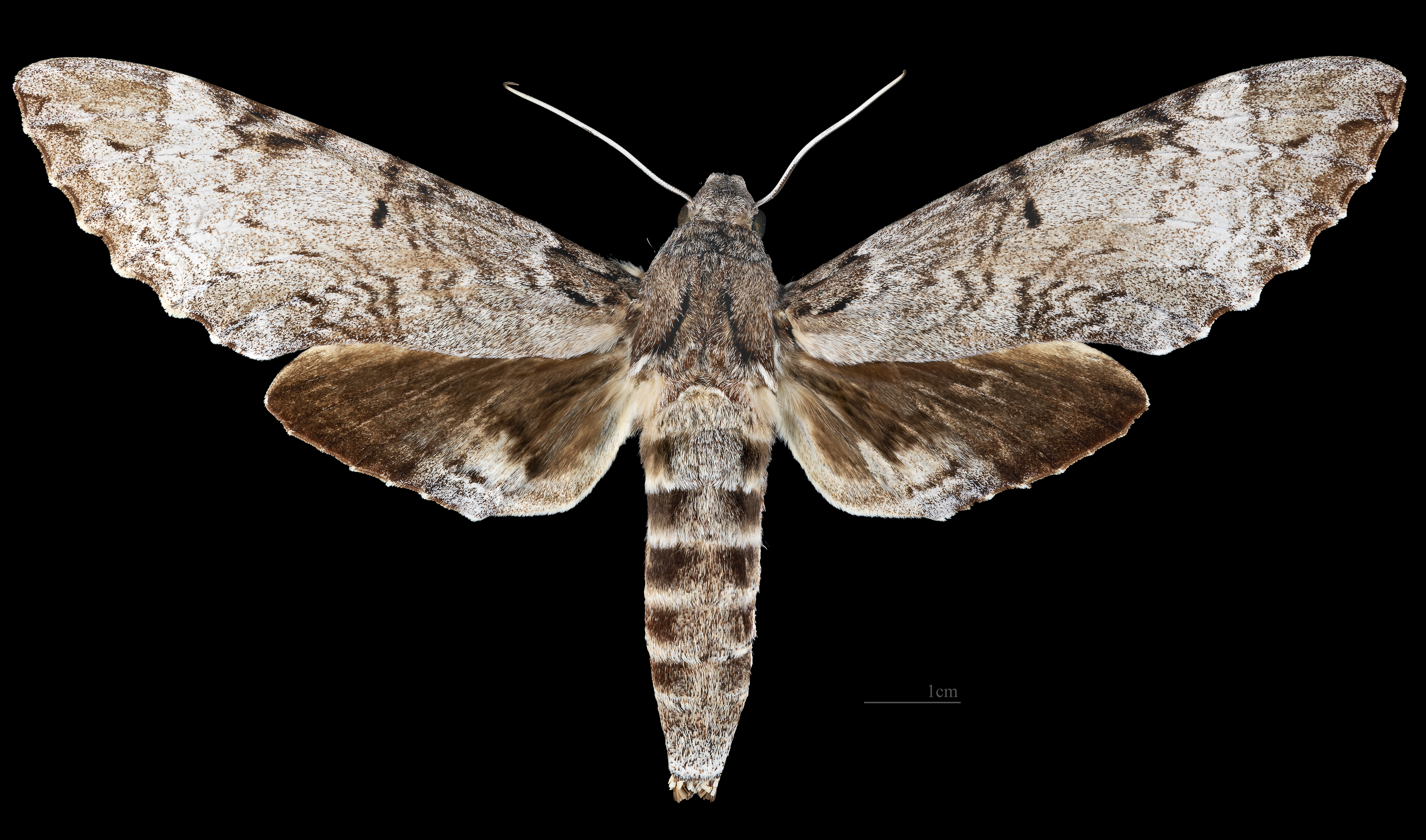
Pseudosphinx tetrio   ♀
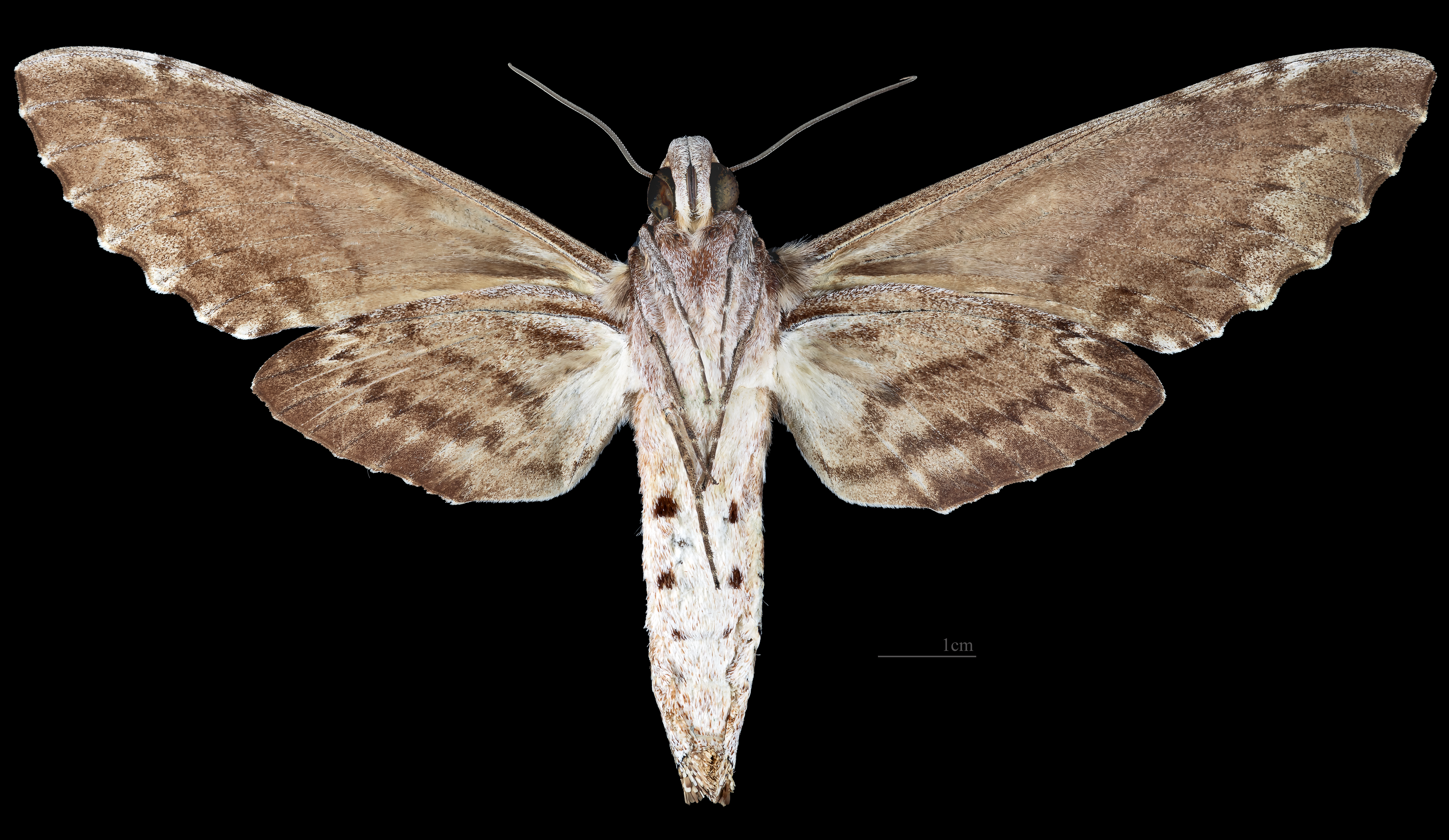
Pseudosphinx tetrio  ♀ △